# J. V. Horto
João Victor „J. V.“ Horto (* 29. September 1990 in Londrina) ist ein ehemaliger brasilianischer Automobilrennfahrer.

## Karriere
Horto begann seine Motorsportkarriere im Kartsport, in dem er bis 2008 aktiv war. 2009 wechselte er in den Formelsport und trat in Nordamerika an. Er nahm für das Team Apex an der amerikanischen Formel BMW teil. Mit einem zweiten Platz als bestes Resultat beendete er die Saison auf dem siebten Gesamtrang. Intern unterlag er seinem Teamkollegen James Kovacic, der Fünfter wurde. 2010 trat Horto für das Team Apex in der Star Mazda Series an. Er beendete vier Rennen auf dem Podium und wurde Gesamtsiebter. Intern wurde er von seinem Teamkollegen Jorge Goncalvez, der den vierten Platz belegte, geschlagen. 2011 bestritt Horto seine zweite Star-Mazda-Saison für Juncos Racing. In der Saison gelang ihm sein erster Sieg und er verbesserte sich auf den vierten Meisterschaftsplatz. Er war in der Saison der beste Pilot seines Teams.
2012 wechselte Horto in die Indy Lights, wo er auch für Juncos Racing an den Start ging. Er wurde allerdings nur bei drei Rennen eingesetzt. Dabei erzielte er einmal die schnellste Rennrunde. Mit zwei siebten Plätzen als beste Resultate wurde er 15. im Gesamtklassement.

## Statistik

### Karrierestationen
- 2009: Amerikanische Formel BMW (Platz 7)
- 2010: Star Mazda Series (Platz 7)
- 2011: Star Mazda Series (Platz 4)
- 2012: Indy Lights (Platz 15)